# Villers-Stoncourt
Villers-Stoncourt là một xã trong tỉnh Moselle, vùng Grand Est đông bắc nước Pháp.